# Syms Covington

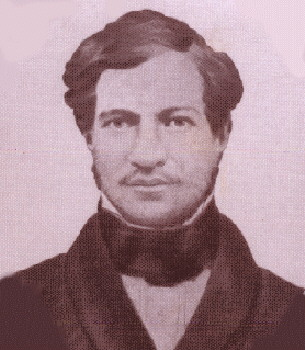
Syms Covington

Syms Covington (* um 1814; † 19. Februar 1861 in Pambula, New South Wales) war ein Besatzungsmitglied während der zweiten Vermessungsfahrt der Beagle. Charles Darwin beschäftigte ihn während dieser Fahrt als seinen Gehilfen und anschließend als seinen Sekretär. 1839 wanderte Covington nach Australien aus, wo er unter anderem als Postmeister in Pambula arbeitete.

## Leben und Wirken
Der um 1814 geborene Syms Covington gehörte zur Besatzung der Beagle als diese Ende 1831 zu ihrer zweiten Vermessungsfahrt aufbrach an der auch Charles Darwin teilnahm. Covington war Schiffsjunge sowie Fiedler und bewohnte die Poop-Kajüte. Während der Fahrt hatte Darwin ihm das Erlegen von Vögel und deren Präparation beigebracht und stellte ihn mit der Erlaubnis von Kapitän Robert FitzRoy im Juni oder Anfang Juli 1833 als seinen persönlichen Gehilfen an. Während der Fahrt führte Covington ein Tagebuch, fertige Bleistiftskizzen an und legte eine eigene zoologische Sammlung an, die beispielsweise einige Galápagos-Finken enthielt. Nach der Rückkehr der Beagle Anfang Oktober 1836 blieb er als Sekretär bei Darwin, um bei der Aufbereitung von dessen Sammlungen zu helfen.
Nach Darwins Hochzeit wurde Covington am 25. Februar 1839 aus Darwins Diensten entlassen und er beschloss nach Australien auszuwandern. Darwin bat unter anderen Thomas Livingstone Mitchell eine Überfahrt zu arrangieren, fand dann aber selbst eine Passage die Covington als Koch abarbeiten konnte. Darwin schrieb mehrere Empfehlungsschreiben, beispielsweise an William Sharp Macleay und Philip Parker King, um Covington die Aufnahme in die australische Gesellschaft zu erleichtern. Ende Mai 1839 verließ Covington England und erreichte um den Jahreswechsel 1839/1840 herum Sydney.
Seine erste Anstellung in Australien verdankte Covington wahrscheinlich Philip Parker King. Er begann für die Australian Agricultural Company in Stroud zu arbeiten. Dort lernte er Eliza Twyford kennen, die er am 12. August 1841 heiratete, und mit der er sechs Söhne sowie zwei Töchter hatte. Um 1843 war er Sekretär des Kohlelagers der Australian Agricultural Company in Sydney. Seit 1849 korrespondierte Darwin wieder mit Covington und erhielt von ihm australische Rankenfußkrebse. 1852 bis 1853 verbrachte er erfolglos in den Goldfeldern des Ovens Valley in Victoria. Am 1. November 1854 wurde er zum Postmeister des unweit der Twofold Bay gelegenen Ortes Pambula ernannt. Sein dortiges Gehöft diente als Kneipe, Postamt und Lagerhaus. Syms Covington starb an Paralyse.

## Nachweise